# John Agyekum Kufuor
John Kofi Agyekum Kufour (Kumasi, 8. prosinca 1938.), 11. predsjednik Gane, 5. civilni, koji se dva puta prije pobjede natjecao za položaj predsjednika države.
Rodio se u mjestu Kumasi, drugom po veličini gradu u Gani, u rimokatoličko obitelji. Obrazovao se na prestižnim domaćim i stranim institucijama. Dva puta je bio biran kao zastupnik u parlamentu, jednom čak i kao zamjenik vođe kluba zastupnika najveće oporbene stranke.  Osnovao je nekoliko stranaka, a sudjelovao je i u radu Ustavnih skupština koje su donijele Ustave Druge i Treće Republike, no obje republike su srušene u pučevima. Prije uspona na vlast kao predsjednik, više od 30 godina bio je u javnoj službi. Po zanimanju je odvjetnik.
Kada je 1981. godine konačno na vlast došao poručnik zrakoplovstva Jerry Rawlings, John Kufour je bio jedan od pozvanih da se pridruže u radu Nacionalne Vlade. Prihvatio je ponudu, te je postao ministar za lokalnu upravu, gdje je stvorio temelje za današnje Županijske skupštine koje postoje u Gani.
Kao kandidat Nove domoljubne stranke natjecao se na izborima 1996. i 1998. godine, ali nije uspio pobijediti Rawlingsa. Te iste 1996. postao je i predsjednik Stranke, a na konvenciji gdje se odlučivalo tko će biti kandidat, od 2000 delegata, čak 1034 izabralo je njega za predsjedničkog kandidata stranke, ali je izbore za predsjednika države izgubio.
Konačno su 2000. održani izbori, a John je pobijedio Johna Attu Millsa, Rawlingsova potpredsjednika i onoga kojeg je Jerry izabrao za nasljednika na položaju predsjednika. Ustav Četvrte Republike dopušta samo dva manadta koja traju 4 godine. Ustoličen je 7. siječnja 2001.,  a pobijedio je i na reizboru 7. prosinca 2004. godine. Dana 29. siječnja 2007. izabran je za predsjednika Afričke Unije tijekom 2007. i 2008. godine.